# Arno Geiger

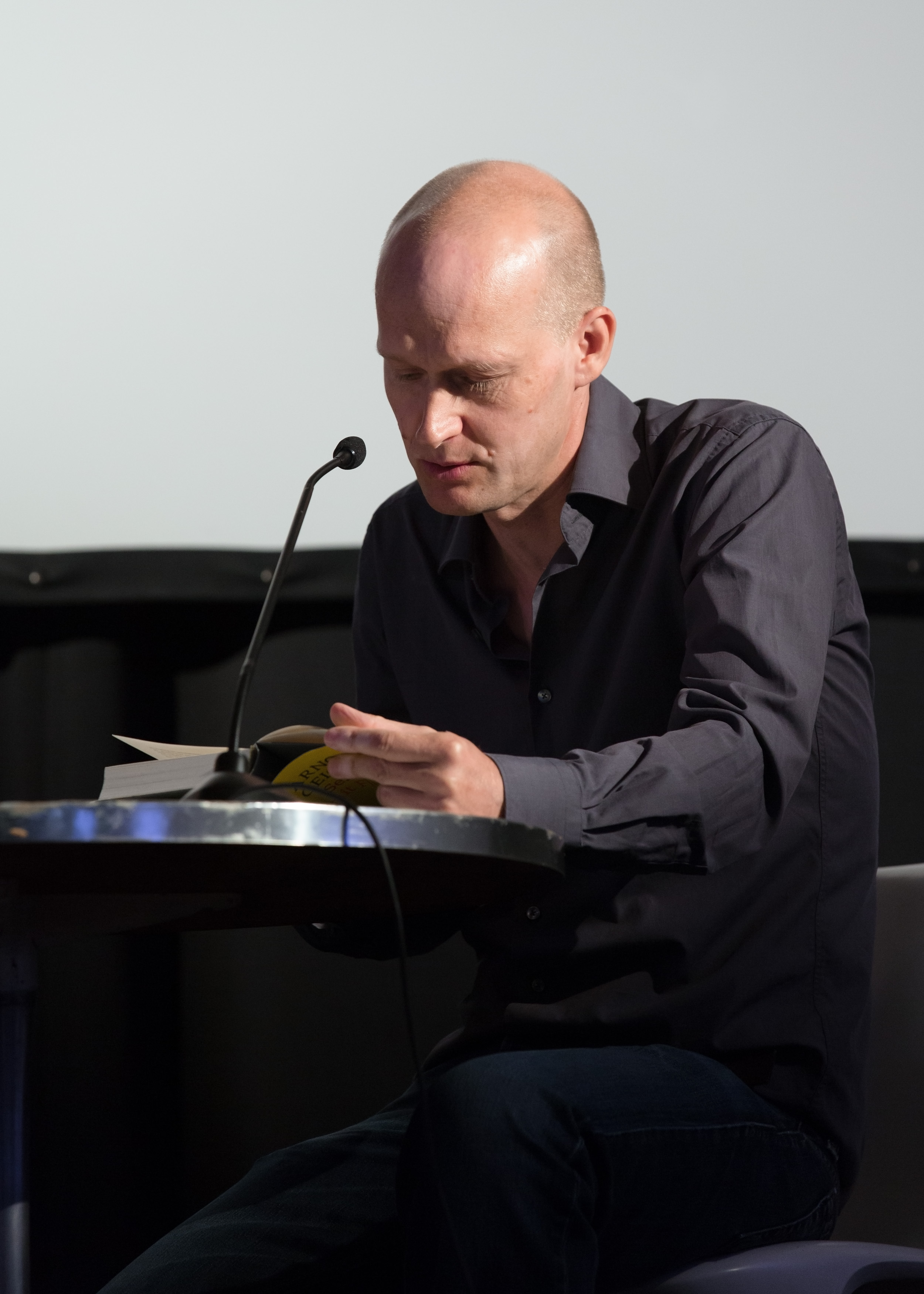
Arno Geiger (2015)

Arno Geiger (* 22. července 1968, Bregenz, Vorarlbersko) je rakouský romanopisec.

## Život
Arno Geiger je synem obecního sekretáře a učitelky. Vyrůstal společně s dvěma bratry a sestrou ve vesnici Wolfurt poblíž Bregenzu. Roku 1987 složil maturitní zkoušku na gymnáziu v Bregenzu a na podzim zahájil studium germanistiky, antických dějin a komparativní literatury na univerzitě v Innsbrucku. Od roku 1990 pokračoval ve studiu na univerzitě ve Vídni, kde na jaře 1993 absolvoval s diplomovou prací o zdolávání cizích krajin v pozdně středověkých německy psaných cestopisných textech (Die Bewältigung der Fremde in den deutschsprachigen Fernreisetexten des Spätmittelalters).
V letech 1986 až 2002 pracoval mj. jako video technik na každoročním Bregenzském festivalu, letních operních slavnostech. Od roku 1993 se živí jako spisovatel na volné noze.
Geigerův otec August (1926–2014) trpěl Alzheimerovou chorobou. Sám autor se tomuto tématu věnuje ve své autobiografické knize Starý král ve vyhnanství (2011, č. Mladá fronta, 2013).
Geiger žije v současnosti ve Wolfurtu a Vídni.

## Dílo
Po studiích (1993-1994) navštěvoval scenáristickou dílnu pořádanou rakouskou rozhlasovou a televizní společností ORF. V důsledku toho obdržel roku 1994 mj. Stipendium rakouského Ministerstva pro vědu a kulturu. Svá první literární díla zveřejňoval v časopisech.
V roce 1996 a 2004 se účastnil souboje o Cenu Ingeborg Bachmannové v Klagenfurtu, žádnou z udělovaných cen však nezískal.
V říjnu 2005 se stal držitelem první Německé knižní ceny (udělované asociací prodejců knih v Německu) za román Es geht uns gut (Vede se nám dobře).

## Ocenění
- 1994: Stipendium rakouského Ministerstva pro vědu a kulturu
- 1998: Abraham Woursell Award, New York - cena pro talentované mladé evropské spisovatele
- 2001: Stipendium při Ceně Carla Mayera za scénář, Štýrský Hradec
- 2005: Stipendium při Ceně Friedricha Hölderlina města Bad Homburg
- 2005: Německá knižní cena za román Es geht uns gut[2][4]
- 2008: Cena Johanna Petera Hebela (Johann-Peter-Hebel-Preis)[2]
- 2011: Cena Friedricha Hölderlina města Bad Homburg (Friedrich Hölderlin-Preis der Stadt Bad Homburg)[5]
- 2011: Literární cena Nadace Konrada Adenauera[6]
- 2011: Literární cena Johanna Beera (Johann-Beer-Literaturpreis)[7]
- 2011: Čestné ocenění Německého spolku hospicové a paliativní péče (Ehrenpreis des Deutschen Hospiz- und PalliativVerbands)
- 2011: Cena Antona Wildganse (Anton-Wildgans-Preis)[8]
- 2011: Druhá realita švýcarské nadace Sonnweid (Die zweite Realität)

### Romány a povídky
- Das Kürbisfeld (/Dýňové pole/, 1996)
  - povídka zveřejněná v časopise manuskripte
- Kleine Schule des Karusselfahrens (/Malá škola jízdy na kolotoči/, 1997)
  - román
- Irrlichterloh (1999)
  - román ve stylu "road novel"
- Schöne Freunde (/Krásní přátelé/, 2002)
  - román
- Es geht uns gut (/Daří se nám dobře/, /Vede se nám dobře/, 2005)
  - román mapující život tří generací jedné rakouské rodiny, spisovatele Philippa, jeho rodičů a prarodičů, román díky tomuto rozsahu pokrývá historický a společenský vývoj v Rakousku zhruba od připojení k Německu roku 1938 až do současnosti
  - v roce 2005 kniha získala Německou knižní cenu
- Anna nicht vergessen (/Nezapomenout na Annu/, 2007)
  - sbírka obsahující celkem 12 povídek rozdělených po 4 do 3 částí
- Im Regen (/V dešti/, 2009)
  - obsahuje dvě povídky: Im Regen a Stop and go
- Alles über Sally (/Všechno o Sally/, 2010)
  - román
- Starý král ve vyhnanství (Der alte König in seinem Exil, 2011)
  - Starý král ve vyhnanství, Mladá fronta, Praha 2013, přeložil a doslovem opatřil Tomáš Dimter, ISBN 978-80-204-2510-2
  - autobiografická kniha, v níž Geiger popisuje zápas svého otce s Alzheimerovou chorobou
  - za román získal autor v roce 2011 hned několik literárních cen
- Selbstporträt mit Flusspferd (/Autoportrét s hrochem/, 2015)
  - román
- Unter der Drachenwand (/Pod Dračí stěnou/, 2018)
  - román

### Rozhlasové hry
- Alles auf Band oder Die Elfenkinder (2001)
  - rozhlasová hra napsaná společně s Heinerem Linkem

### Eseje a proslovy
- I Am a Fugitive From a Chain Gang (2006)
  - esej, text originálu vyšel v časopise Wespennest č. 141 (2006)
- Wenn meine Träume auch ärmlich sind, sie sind das, was ich habe (2006)
  - esej, text originálu vyšel v časopise Akzente č. 6 (2006)
- Grenzgehen (2011)
  - tři přednášky pronesené při příležitosti převzetí literárních ocenění
- Debakel und Friedenspfeife (/Debakl a dýmka míru/, 2011)
  - esej o Maxi Frischovi, text originálu vyšel v časopise Literaturen č. 100 (2011)